# 中世紀伊斯蘭世界的物理學
自然科學在伊斯蘭黃金時代取得各種進步，為古希臘學術的傳播增添許多創新（其中重要來源包括亞里斯多德、托勒密、歐幾里德、新柏拉圖主義等）。 在這段時期，伊斯蘭神學鼓勵思想家尋找知識。 這時期的思想家包括法拉比、Abū Bishr Mattā ibn Yūnus al-Qunnāʾī（約870年—940年）、伊本·西納、伊本·海什木和伊本·巴賈。 他們對經驗觀察的使用導致科學方法的粗略形式的形成。 伊斯蘭世界的物理學研究始於今伊拉克和埃及所在地區。

## 參看
- 中古伊斯蘭天文學
- 光學史
- 物理學史
- 伊斯蘭對中古歐洲的貢獻
- 伊斯蘭黃金時代
- 中世紀伊斯蘭世界的科學
- 科学史#伊斯蘭的科學